# Tschornyj Taschlyk
Der Tschornyj Taschlyk (ukrainisch Чорний Ташлик) ist ein 136,6 km langer, linker Nebenfluss der Synjucha in der Ukraine und zählt zum Gewässersystem des Südlichen Bugs.
Der Fluss entspringt im Dneprhochland in der Oblast Kirowohrad, durchfließt die Städte Nowoukrajinka und Pomitschna und mündet südlich von Wilschanka nahe der Grenze zur Oblast Mykolajiw, deren Norden er auf einen kurzen Stück seines Laufs durchfließt, in die Synjucha. Er hat ein Einzugsgebiet von 2398,92 km² und eine Breite von 20 m.

## Nebenflüsse
Rechts: Pletenyj Taschlyk (ukr. Плетений Ташлик, 31 km lang, Einzugsgebiet 405 km²)
Links: Taschlyk (ukr. Ташлик, 33 km lang, Einzugsgebiet 447 km²), Hruska (ukr. Грузька, 28 km lang, Einzugsgebiet 153 km²).